# Gaetanus kruppii
Gaetanus kruppii är en kräftdjursart som beskrevs av Giesbrecht 1903. Gaetanus kruppii ingår i släktet Gaetanus och familjen Aetideidae. Inga underarter finns listade i Catalogue of Life.